# Râul Valea Andreiașului
Râul Valea Andreiașului este un curs de apă, afluent al Râușorului. 